# Harry Macfie
Harry Macfie, född 11 februari 1879 i Lysekil, död 27 oktober 1956, var en svensk äventyrare, författare och affärsman. Hans farfar kom från Skottland. 
Harry Macfie lärde sig att bygga och använda Nordamerikas ursprungsbefolknings kanoter som pälsjägare i Kanada kring sekelskiftet. När han kom tillbaka till Bohuslän började han bygga och sälja dukklädda kanadensare, "Macfiekanoter". Efter en visning på Svenska Mässan i Göteborg 1932 tog affärerna fart. Harry Macfie skrev även en rad tidstypiska äventyrsromaner med pälsjägarmotiv och titlar som Wasawasa (1935; tillsammans med Hans G. Westerlund), Norrskenets män (1938) och Farväl, Falcon Lake (1943).